# Clan Hay

Le clan Hay (en gaélique écossais : Garadh ou MacGaradh) est un clan écossais des Lowlands, originaire de l'Aberdeenshire, mais également présent dans le Banffshire, le Morayshire et le Nairnshire. Il a joué un rôle important dans l'histoire et la politique du Royaume-Uni, puis des États-Unis, où certains descendants du clan ont occupé des fonctions prestigieuses. De nombreux lieux des États-Unis portent le nom de la famille.

## Nom
Le nom du clan, puis le nom de famille sont issus de ceux de plusieurs villages appelés La Haye dans le Cotentin, dans l'actuel département français de la Manche, en Normandie. Il peut se comprendre comme bocage. La structure grammaticale normano-picarde de la Haye a évolué en anglais Hay puis a été traduit en gaélique par Garadh.

## Géographie
Les terres d'origine du clan se situent dans l'actuel comté d'Aberdeen, dans les lowlands, aux nord-est de l'Écosse. Des branches du clan se sont implantées ailleurs en Écosse, dans les comtés de Banff, de Moray et de Nairn.

## Histoire

### William de Haya et la Normandie
L'histoire du clan hay remonte au XIIe siècle : il se réclame descendant de la famille normande de la Haye. Ils mirent le pied en Écosse par le mariage de Guillaume de la Haye (latinisé en de Haya) avec l'une des filles du roi des Écossais dans les toutes premières années du XIIIe siècle.

### Le XVIe siècle et les guerres anglo-écossaises
Durant les guerres anglo-écossaises, le clan Hay subit de lourdes pertes lors de la Bataille de Flodden Field en 1513.
Après la Réforme, les Hay restèrent fidèles au catholicisme et devinrent alliés de Marie Stuart, reine d'Écosse, qui nomma George Hay, 7e comte d'Erroll, Lord Lieutenant de toute l'Écosse centrale. Francis Hay, 9e comte d'Erroll, participa à une conspiration avec le roi Philippe II d'Espagne visant à renverser la reine Élisabeth d'Angleterre, à convertir le roi Jacques VI au catholicisme et à faire ainsi de la Grande-Bretagne un bastion catholique. Cependant, la défaite de l'invincible Armada espagnole mit fin à cette conspiration. En 1594, le comte d'Errol partit en exil et le château de Slains fut canonné sous la supervision du roi. Ses ruines ne furent jamais relevées.

### le XVIIe siècle et la guerre civile
Lors des conflits opposant l'Irlande, l'Écosse et l'Angleterre, James Hay mena les forces royalistes contre les Covenantaires à la bataille d'Aberdeen en 1644, où ils remportèrent la victoire. Sire William Hay de Delgaite servit aux côtés de James Graham, 1er marquis de Montrose, comme chef d'état-major lors de sa campagne de soutien à Charles Ier d'Angleterre. Cependant, Hay fut capturé, emprisonné puis exécuté en 1650, bien qu'il ait eu droit à des funérailles nationales après la Restauration de 1660.

### Le XVIIIe siècle et le sursaut jacobite
À la suite de l'Acte d'Union de 1707, le clan Hay prit fait et caise pour la cause jacobite : il demeura fidèle aux Stuarts lors des soulèvements jacobites de 1715 et de 1745. Le 13e comte d'Errol reçut l'Ordre du Chardon des mains de Jacques François Stuart, dit le Vieux Prétendant. Sa sœur, Mary, lui succéda et utilisa les ruines de leur forteresse du vieux château de Slains comme rassemblement pour les agents jacobites. C'est elle qui appela personnellement le clan Hay à se battre aux côtés de Charles-Édouard Stuart.
Après la défaite des jacobites, les Hay devinrent de fidèles sujets britanniques et nombre d'entre eux participèrent à l'expansion de l'Empire britannique.

## Le sept
De nombreux clans se sont placés sous la protection du clan Hay :
| - Alderston - Ayer - Bagra - Beagrie - Conn (uniquement dans l'Aberdeenshire) - Constable - Delahaye - Delgaty - Du Plessis - Borison - Errol - Garadh - Garrow - Geary | - Dupplin, - Gifford, - Hayden, - Haye, - Hayes - Hayle - Haynes - Hays - Hayton - Hayward - Hey - Hye - Kinnoul - Laxfirth - Leask | - Leith - Locherworth - Logie - Macara - MacGaradh - McKester - Peebles - Phillips (dans l'Aberdeenshire uniquement) - Slains - Turriff - Tweeddale - Yester - Zester |

## Généalogie et génétique
Le site suisse MyTrueAncestry, remarque une surreprésentation du sous-clade R1b1a1b1a1a2b1 sur le chromosome Y des hommes issus en lignée mâle de ce clan. Ce sous-clade est une variante du marqueur FGC11134, présent dans le patrimoine génétique des populations celtiques. Il ne semble pas apparaître de marqueur caractéristique dans l'ADN mitochondrial des membres de ce clan.

## Titres de noblesse
- - Pairie d'Écosse :
    - Marquis de Tweeddale (1694)
    - Comte d'Erroll (1452)
    - Comte de Kinnoull (1633)
    - Comte de Tweeddale (1646)
    - Comte de Gifford (1694)
    - Vicomte de Dupplin (1627)
    - Vicomte de Walden (1694)
    - Seigneur Hay (1430)
    - Seigneur Hay d'Yester (1488)
    - Seigneur Hay de Kinfauns (1627)

  - Pairie d'Angleterre :
    - Comte de Carlisle (1622)
    - Vicomte Doncaster (1618)
    - Baron Denny (1604)
    - Baron Hay (de Sawley) (1615)

  - Pairie de Grande-Bretagne :
    - Baron Hay (de Pedwardine) (1711)

  - Pairie du Royaume-Uni : 
    - Baron Kilmarnock (1831)
    - Baron Tweeddale (1881)
    - Baron Hay de Ballyore (pairie à vie, 2014)

  - Baronnage de Nouvelle-Écosse :
    - Baronnet Hay, de Smithfield (1635)
    - Baronnet Hay, de Park (1663)
    - baronnet Hay, de Linplum (1667)
    - Baronnet de Moncreiffe-Hay, de Moncreiffe (1685)
    - Baronnet Hay, d'Alderston (1703)

  - Baronnage de Grande-Bretagne
    - Dalrymple-Hay Baronnet, de Park Place (1798)

## Personnalités issues du clan
- Autres membres issus du clan :

## Devise
- En latin : serva jugum
- En français : Gardez le joug
- En anglais : Keep the yoke

## Tartan
| Motif | Nom Année                                          |
| ----- | -------------------------------------------------- |
|       | Haye Hay 1842                                      |
|       | Hay or Leith Hay & Leith Hay of Leith Leith c 1880 |
|       | Hay or Leith                                       |
|       | Hay or Stewart pre 1838                            |
|       | Hay White Dress pre 1950                           |
|       | Hay & Leith Hay of Leith 1880                      |
|       | Hay Htg pre 2002                                   |